# Proporczykowiec Gardnera
Proporczykowiec Gardnera, proporczykowiec nigeryjski  (Fundulopanchax gardneri) – gatunek słodkowodnej ryby z rodziny Nothobranchiidae. Jest hodowana w akwarium.

## Występowanie
Afryka Zachodnia (południowa Nigeria, wschodni Kamerun).

## Charakterystyka
Samiczki jasnopomarańczowe bądź granatowawe, ze zwyczajnymi płetwami. Samce posiadają ostro zakończone płetwy i są ciemniejsze. Ryby te mają "proporczyki" będące dwoma ostro zakończonymi wyrostkami zwieńczającymi płetwę ogonową. Proporczyk występuje tylko u dorosłych samców.
Dorasta do 6 cm długości. Samiczki są mniejsze. Dymorfizm płciowy jest silnie zauważalny już u młodych osobników.
Ryba ta, w hodowli akwariowej, jest odporna, ale może przejawiać zachowania agresywne tak wobec innych gatunków, jak i przedstawicieli własnego (głównie samce wobec siebie oraz niedojrzałych samic). Przejawia się to podgryzaniem płetw, ale zwykle kończy niegroźnie. 
Proporczykowiec Gardnera w akwarium zjada każdy żywy lub mrożony pokarm, preferując najbardziej larwy owadzie (np. komarów, ochotek, czy wodzieni), rureczniki, wazonkowce, dorosłą artemię, jak również kryl.

## Warunki w akwarium
| Zalecane warunki w akwarium | Zalecane warunki w akwarium |
| --------------------------- | --------------------------- |
| Temperatura wody            | 22 – 25 °C                  |